# Киязитамак
Киязитамак — упразднённая деревня Каранского сельсовета Буздякского района Башкортостана.

## География
Находилась у впадения реки Киязы в реку Чермасан.

## История
Исключена из списков населённых пунктов в 1980 году согласно Указу Президиума ВС Башкирской АССР от 05.11.1980 N 6-2/359 «Об исключении некоторых населенных пунктов из учетных данных по административно-территориальному делению Башкирской АССР». Преамбула документа:

Президиум Верховного Совета Башкирской АССР постановляет:
В связи с переселением жителей и фактическим прекращением существования исключить из учетных данных по административно-территориальному делению Башкирской АССР следующие населенные пункты
— http://bashkortostan.news-city.info/docs/sistemao/dok_keqijo.htm